# ヘンリー・フィッツジェラルド＝ド・ルース (第21代ド・ルース男爵)
第21代ド・ルース男爵ヘンリー・ウィリアム・フィッツジェラルド＝ド・ルース（英語: Henry William FitzGerald-de Ros, 21st Baron de Ros、出生名ヘンリー・ウィリアム・フィッツジェラルド（Henry William FitzGerald）、1793年6月12日 – 1839年3月29日）は、イギリスの貴族、政治家。1816年から1818年まで庶民院議員を務めた。トーリー党所属。

## 生涯
ヘンリー・フィッツジェラルド卿（1761年7月30日 – 1829年7月9日、初代リンスター公爵ジェームズ・フィッツジェラルドの息子）と第20代ド・ルース女男爵シャーロット・フィッツジェラルド＝ド・ルース（1769年5月24日 – 1831年1月9日）の息子として、1793年6月12日に生まれた。1806年10月6日、国王ジョージ3世の認可状を受けて「ド・ルース」を姓に加えた。1808年よりイートン・カレッジで教育を受けた。
1816年3月、ウェスト・ルー選挙区の補欠選挙に出馬して、無投票で当選した。議会では概ね政府を支持し、1816年6月のアイルランド副大蔵卿に関する議案や1817年6月の人身保護法停止で政府に同調して投票したが、1817年5月にカトリック解放に賛成した。庶民院で演説した記録はなく、1818年イギリス総選挙をもって議員を退任した。
1831年1月9日に母が死去すると、ド・ルース男爵位を継承し、直後に貴族院議員に就任した。貴族院でもトーリー党に所属したものの、第1回選挙法改正を支持した。
ド・ルース男爵はカードゲームの賭博で不正を働いたとして、王座裁判所で訴えられ、1837年2月に敗訴した。年鑑『アニュアル・レジスター』（1837年版）によると、「裁判員が判決を決めるのに15分しかかからなかった」ほどの明らかな不正で、ド・ルース男爵は判決が下された翌朝にイングランドを出国してロッテルダムに向かったという。
生涯未婚のまま1839年3月29日にロンドンのセント・ジョンズ・ウッドで死去、ケンサル・グリーン墓地で埋葬された。弟ウィリアム・レノックス・ラッセルスが爵位を継承した。

## 家族
生涯未婚だったが、1818年1月にウィリアム・スペンサー（William Spencer）の娘ハリエット（Harriet）との交わりが露見した。ハリエットは妊娠したが、ド・ルースはその子を認知せず、ハリエットが性的に奔放だったとする証拠を提出したが、後にド・ルース自身も性的に奔放であることが露見、"De Rot"というあだ名で呼ばれるようになった。